# Ischiolepta orientalis
Ischiolepta orientalis är en tvåvingeart som först beskrevs av Meijere 1908.  Ischiolepta orientalis ingår i släktet Ischiolepta och familjen hoppflugor. Inga underarter finns listade i Catalogue of Life.